# Richerellus moosai
Richerellus moosai is een krabbensoort uit de familie van de Portunidae. De wetenschappelijke naam van de soort is voor het eerst geldig gepubliceerd in 2003 door Crosnier.